# Puimoisson
Puimoisson is een gemeente in het Franse departement Alpes-de-Haute-Provence (regio Provence-Alpes-Côte d'Azur). De plaats maakt deel uit van het arrondissement Digne-les-Bains. Puimosson telde op 1 januari 2022 666 inwoners.

## Geografie
De oppervlakte van Puimoisson bedroeg op 1 januari 2022 35,44 vierkante kilometer; de bevolkingsdichtheid was toen 18,8 inwoners per km².
De onderstaande kaart toont de ligging van Puimoisson met de belangrijkste infrastructuur en aangrenzende gemeenten.

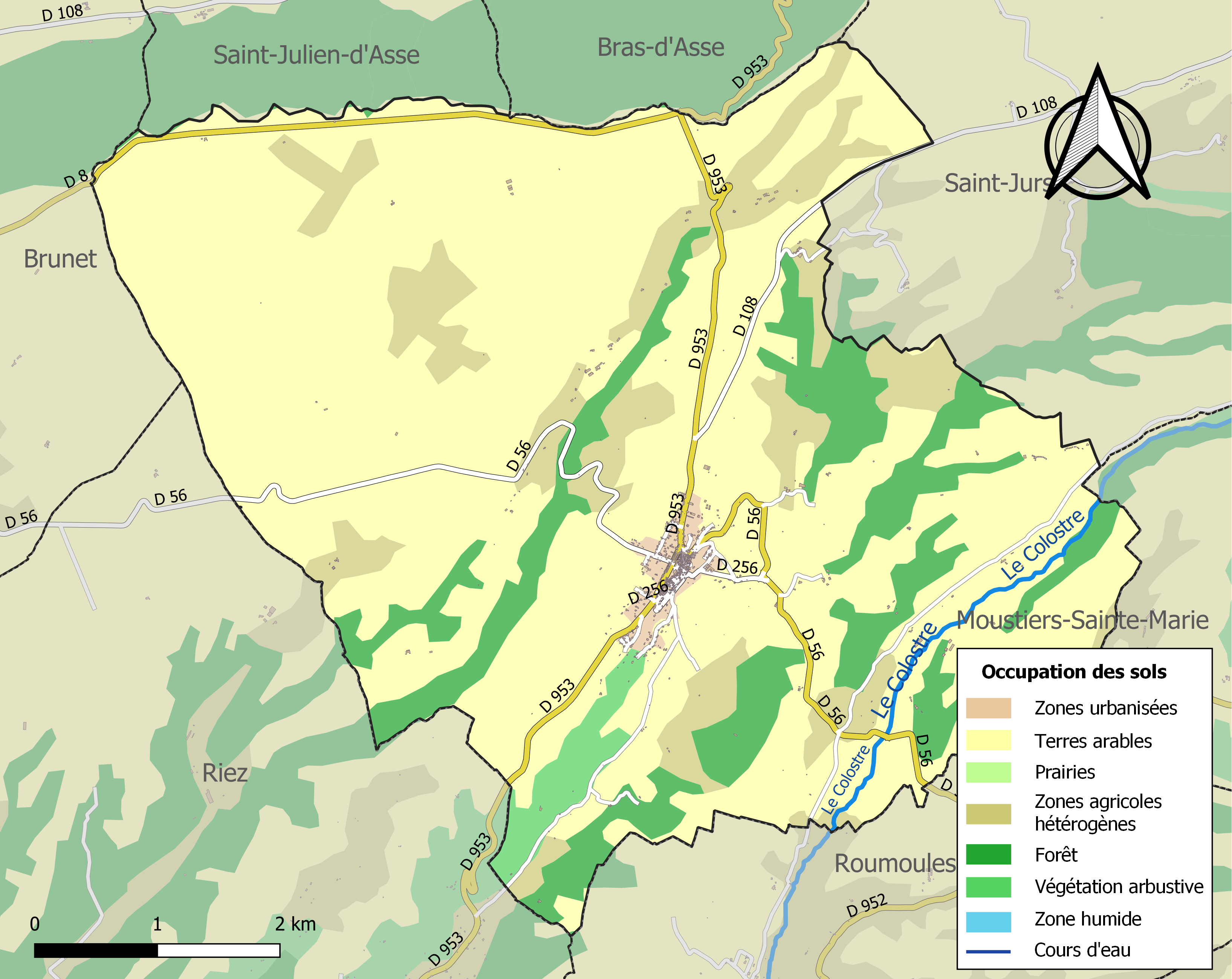

## Demografie
Onderstaande figuur toont het verloop van het inwonertal (bron: INSEE-tellingen).
Vanwege een beveiligingsprobleem met de MediaWiki Graph-software is het momenteel niet mogelijk deze grafiek weer te geven. Zodra de software is bijgewerkt zal de grafiek vanzelf weer zichtbaar worden.